# Jean-Francis Samba
Jean-Francis Samba (* 5. Juli 1963 in Brazzaville, Bundesrepublik Kongo; † 31. August 2014) war ein kongolesischer Fußballspieler.

## Sportlicher Werdegang
Der im Kongo geborene Samba wuchs in Sarcelles in der Peripherie von Paris auf, wohin er mit seinen Eltern im Alter von zwölf Jahren gekommen war. Beim örtlichen Fußballverein Sarcelles ASS begann er seine Laufbahn, ehe er 1984 zum AS Cannes wechselte. Dort blieb der Stürmer bis 1989, parallel avancierte er zum Nationalspieler in der kongolesischen Auswahlmannschaft. Bei der dritten Ausgabe der zentralafrikanischen Spiele erlitt er 1987 beim Aufeinandertreffen mit der Nationalmannschaft Zaires einen Beinbruch.
1989 wechselte Samba innerhalb Frankreich zu Stade Reims, wo er eine Spielzeit blieb. Anschließend verdingte er sich bei JS Saint-Pierre, US Cambuston und US Stade Tamponnaise auf Réunion. Dabei trug er zu mehreren regionalen Titeln bei. Später engagierte er sich dort auch in der Jugendarbeit.
In der Nacht vom 31. August auf den 1. September 2014 erlag Samba im Alter von 51 Jahren einer Krebserkrankung.